# Estratégio de Cesareia
Estratégio (em latim: Strategius) foi um filósofo romano do século IV, ativo na região da Capadócia. Um sofista originário de Cesareia Mázaca, sabe-se, por intermédio duma epístola de sua autoria, bem como de outra de Gregório de Níssa, que eles correspondiam-se pelo período.